# Bee Gees (Német)
A Bee Gees  című lemez a Bee Gees Németországban kiadott dupla válogatáslemeze.

## Az album dalai
CD1
1. Massachusetts (Barry, Robin és Maurice Gibb) – 2:16
2. To Love Somebody (Barry és Robin Gibb) – 3:03
3. World (Barry, Robin és Maurice Gibb) – 3:06
4. In the Morning (Barry Gibb) – 2:51
5. I've Gotta Get a Message To You (Barry, Robin és Maurice Gibb) – 3:00
6. Words (Barry, Robin és Maurice Gibb) – 3:13
7. First of May (Barry, Robin és Maurice Gibb) – 2:48
8. Saved By The Bell (Robin Gibb) – 3:03
9. I.O.I.O. (Barry Gibb, Maurice Gibb) – 2:52
10. Lamplights (Barry, Robin és Maurice Gibb) – 4:47
11. I'll Kiss Your Memory (Barry Gibb) – 4:25
12. My World (Barry és Robin Gibb) – 4:20
13. I Laugh In Your Face (Barry, Robin és Maurice Gibb) – 4:09
14. August-October (Robin Gibb) – 2:31
15. Melody Fair (Barry, Robin és Maurice Gibb) – 3:48
16. Run To Me (Barry, Robin és Maurice Gibb) – 3:00
17. Don't Forget to Remember (Barry és Maurice Gibb) – 3:27
18. One Million Years (Robin Gibb) – 4:05
19. How Can You Mend a Broken Heart (Barry és Robin Gibb) – 3:53

CD2
1. I Started a Joke (Barry, Robin és Maurice Gibb) – 3:08
2. Sea Of Smiling Faces (Barry, Robin és Maurice Gibb) – 3:07
3. Never Say Never Again (Barry, Robin és Maurice Gibb) – 3:28
4. Lonely Days(Barry, Robin és Maurice Gibb) – 3:46
5. How Deep Is You Love (Barry, Robin és Maurice Gibb) – 4:03
6. Wind Of Change (Barry és Robin Gibb) -4:54
7. Spirits (Having Flown) (Barry, Robin és Maurice Gibb) – 5:17
8. He's a Liar (Barry, Robin és Maurice Gibb) – 4:00
9. Living Eyes (Barry, Robin és Maurice Gibb) – 4:16
10. Children of the World (Barry, Robin és Maurice Gibb) – 2:57
11. Tragedy (Barry, Robin és Maurice Gibb) – 5:00
12. Night Fever (Barry, Robin és Maurice Gibb) – 3:30
13. Stayin' Alive (Barry, Robin és Maurice Gibb) – 4:43
14. Jive Talkin'  (Barry, Robin és Maurice Gibb) – 3:44
15. Nights On Broadway (Barry, Robin és Maurice Gibb) – 4:32
16. You Should Be Dancing (Barry, Robin és Maurice Gibb) – 4:15

## Közreműködők
- Bee Gees